# 마리야 피니기나
마리야 드주마바예프나 피니기나(러시아어:  Мария Джумабаевна Пинигина, 1958년 2월 9일 ~ )는 주로 400m 경기에 참가한 키르기스스탄의 단거리달리기 선수로 소련을 대표했다.
피니기나는 1988년 서울 올림픽에 참가하여 자신의 팀 동료이자 400m 허들 은메달리스트 타티야나 레돕스카야, 400m 동메달리스트 올가 나자로바, 올림픽 400m 챔피언 올가 브리즈기나와 함께 1600m 계주에서 금메달을 획득했다. 그 소련 계주 팀은 3:15.17분의 세계 신기록을 세웠다.
그녀는 세계 육상 선수권 대회에서 1개의 은메달(1987년)과 2개의 동메달(19883)을 획득하기도 하였다. 2013년 11월 그녀는 야쿠츠크에서 2014년 동계 올림픽 성화 봉송을 위한 성화 주자들 중의 하나였다. 마리야 피니기나는 올림픽 레슬링 챔피언 파벨 피니긴의 부인이다.

## 참조
1. ↑  “육상 - 세계 기록” (PDF). 《국제 올림픽 위원회》. 2006년 9월 12일에 확인함.